# 봉쇄

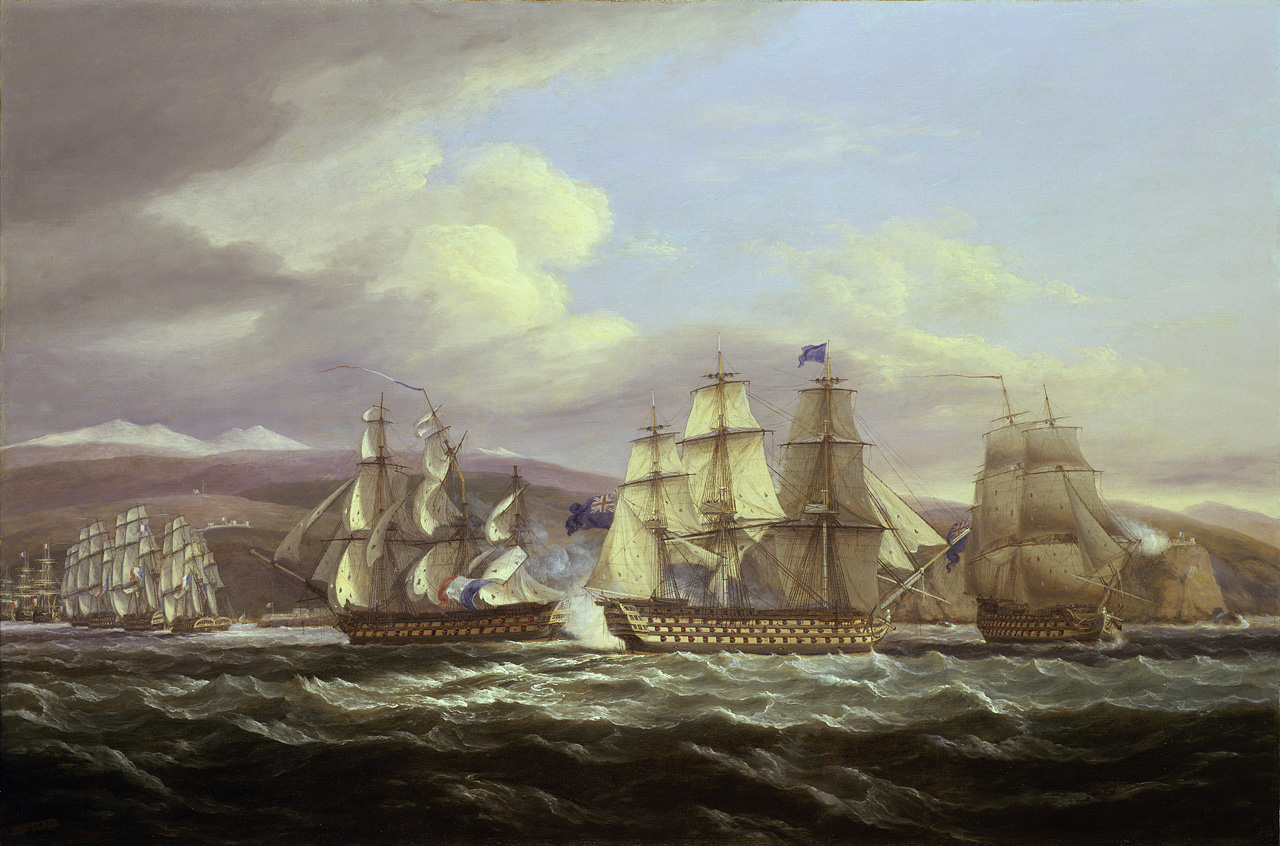

봉쇄(封鎖)는 적국 해안의 교통을 차단하기 위하여 교전국이 해군력을 동원하여 적국의 해안에 봉쇄선을 그어서, 이 선을 넘어 적지와 교통하는 선박이나 화물을 포획하여 처분하는 행위이다.
해상이나 적대국가의 출입구를 막거나 하여 보급을 끊는 것으로, 평시봉쇄와 전시봉쇄의 두 가지가 있다. 중립국의 선박에도 적용된다. 봉쇄의 유명한 예로는 나폴레옹의 대륙봉쇄, 최근에는 미국에 의한 월맹의 하이퐁연안 봉쇄, 1948년의 베를린 봉쇄, 쿠바혁명에 대한 경제봉쇄가 있다.

## 개요
1856년의 파리선언과 1909년의 런던선언에 의해 성문화되었다. 봉쇄는 적국이나 적국 점령지의 해안에 대해서만 행해져야 하며, 중립국 해안에는 행해지지 아니한다. 봉쇄의 성립조건은 적국의 해안을 철저하게 봉쇄할 수 있는 병력이 필요하고 봉쇄 이전에 중립국에 이를 고지하여야 하며, 모든 국가의 선박에 대하여 공평하게 적용되어야 한다.

## 같이 보기
- 대륙봉쇄령